# Liane (fiume)
La Liane è un fiume francese che scorre nel dipartimento del Passo di Calais, regione dell'Alta Francia. La lunghezza del suo corso è di 38,2 km.

## Idrologia
La Liane è un fiume molto abbondante, ma piuttosto irregolare. Il suo regime fluviale è definito pluviale oceanico

## Geografia

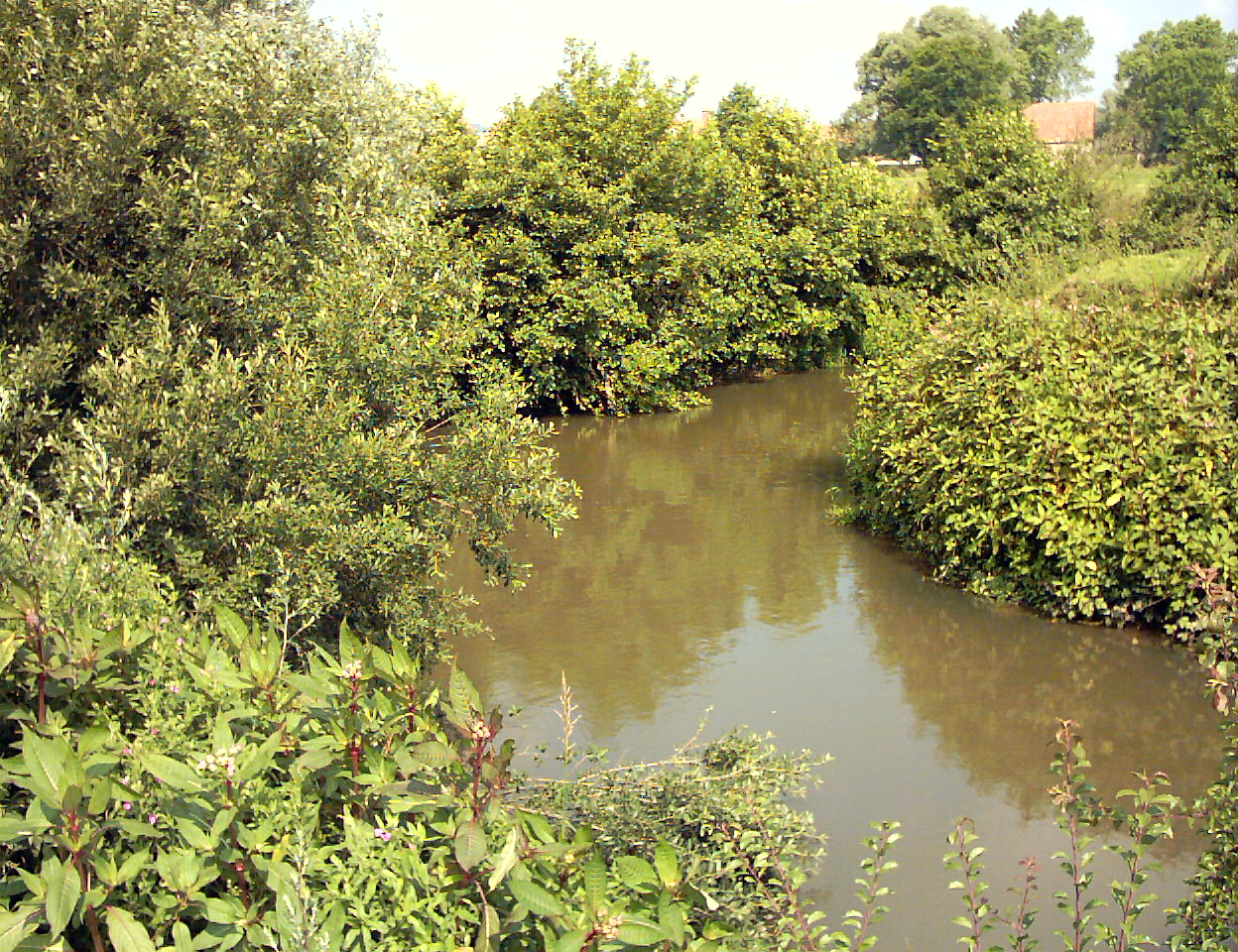
La Liane a Hesdigneul-lès-Boulogne.

Essa nasce a Quesques a 101 metri di altitudine s.l.m., poi attraversa i comuni di Selles, Bournonville, Cremarest, Wirwignes, Questrecques, Carly, Hesdigneul-lès-Boulogne, Isques, Saint-Étienne-au-Mont e Saint-Léonard.
Infine, essa si getta nella Manica a Boulogne-sur-Mer.
Prima di essere canalizzata e sbarrata da una chiusa, il suo estuario contribuiva ad alimentare direttamente il fiume marino costiero che fiancheggia gli estuari piccardi fino al gran Sito dei Due Capi. È stato proposto, in una delle varianti del progetto, che il suo estuario, benché artificializzato, facesse parte del progetto del Parco naturale marino degli estuari piccardi e del mare d'Opale (preparato dal 2008 e sottoposto a indagine pubblica nel 2011).

### Comuni attraversati
Nel solo dipartimento del Passo di Calais, la Liane attraversa i diciannove comuni seguenti, nell'ordine da monte verso valle, di Quesques (sorgente), Selles, Brunembert, Bournonville, Alincthun, Crémarest, Wirwignes, Questrecques, Samer, Carly, Hesdin-l'Abbé, Hesdigneul-lès-Boulogne, Condette, Isques, Saint-Étienne-au-Mont, Saint-Léonard, Saint-Martin-Boulogne, Outreau, Boulogne-sur-Mer (estuario).

### Bacino idrografico

Bacino idrografico del Nord-Pas-de-Calais

La Liane attraversa due zone idrografiche: Liane, dalla sua sorgente fino a monte della confluenza dell'Edre (E530), Liane da monte della confluenza dell'Edre alla Manica (E531). I corsi d'acqua o fiumi vicini sono: a nord la Slack e il Wimereux, a nord-est a est e a sud-est l'Aa, a sud la Canche, a sudovest, a ovest e a nordovest la Manica.

## Affluenti
(rd=riva destra; rs = riva sinistra)
La Liane ha quarantacinque affluenti ufficiali. Quattro di loro hanno più di cinque chilometri di lunghezza:
- il torrente di Corette (rd), 9 km con quattro affluenti di numero di Strahler quattro
- la Lène (rs) (o torrente di Desvres), 6 km con cinque affluenti e di numero di Strahler due.
- il torrente d'Ecames (rs), 6 km con tre affluenti e numero di Strahler tre.
- il torrente de Lamy (rd), 6 km con cinque affluenti e numero di Strahler tre.

Nove affluenti hanno più di tre chilometri di lunghezza:
- il torrente del Vieil Moutier (rs), 5 km con tre affluenti e di numero di Strahler tre.
- l'Edre (rs), 5 km con due affluenti e di numero di Strahler quattro.
- il torrente de la Halle 5 km
- il torrente de Menneville (rs), 4 km
- il torrente de Lottinghem (rs), 4 km
- il Cervois 4 km
- il torrente di Wierre au Bois, 4 km
- il fossato di Brucqueval 4 km
- la Castello dello Houret 4 km

Gli altri affluenti di meno di quattro chilometri di lunghezza sono: il torrente del Merlier, il torrente della Cachaine 3,2 km, il torrente della rivièrette, il torrente de la cour Collette, il torrente Saint-Leonard, il torrente di Pont Pitendal, la Fonte del Droret, il torrente le petit hasard, il torrente del Fresnoy, il torrente le Rieux, il torrente di Mongzeville, il torrente del Quénéval, le Château du Houret, la Creuse, il torrente Blanchard, il Carly, il torrente di Florichart, la Drouille, la Source, il mulino di Selles, Saint-Étienne-au-Mont, la Bergerie, le Bout du Monde, le Trou du Charme, la Zélique, le fossé de la basse ville, le Carly, la Cugnie, il torrente del fondo della palude.

### Numero di Strahler
Il numero di Strahler è cinque per l'Edre o torrente de Corette.